# WAW (minialbum)
WAW – jedenasty minialbum południowokoreańskiej grupy Mamamoo, wydany 2 czerwca 2021 roku przez wytwórnię RBW. Głównym singlem z płyty jest „Where Are We Now”. Płyta jest częścią projektu 2021 WAW (Where Are We) świętującego siódmą rocznicę powstania grupy, którego częścią był także letni koncert i film dokumentalny.
Sprzedał się w nakładzie 130 680 egzemplarzy w Korei Południowej (stan na czerwiec 2021).
Japońska edycja płyty została wydana przez Victor Entertainment 29 września 2021 roku. Minialbum został wydany w dwóch edycjach: regularnej i limitowanej.

## Lista utworów

### Edycja koreańska
| CD | CD | CD                                          | CD                                     | CD                                | CD      |
| Nr | Tytuł utworu | Tekst                                       | Kompozycja                             | Aranżacja                         | Długość |
| -- | --- | ------------------------------------------- | -------------------------------------- | --------------------------------- | ------- |
| 1. | „Where Are We Now” | Kim Do-hoon, Cosmic Girl                    | Kim Do-hoon, Cosmic Girl, Lee Hoo-sang | Kim Do-hoon, Lee Hoo-sang         | 3:44    |
| 2. | „Naeil-ui neo, oneul-ui na (Another Day)” (kor. 내일의 너, 오늘의 나 (Another Day))                                                | Coco Tofu Dad, Winsome, Hwang Seong-jin     | Coco Tofu Dad, Winsome                 | Coco Tofu Dad, Winsome            | 4:04    |
| 3. | „Aesseo (A Memory for Life)” (kor. 애써 (A Memory for Life))                                                                       | Jeon Da-woon (RBW), Coco Tofu Dad, Moonbyul | Jeon Da-woon (RBW), Coco Tofu Dad      | Jeon Da-woon (RBW), Coco Tofu Dad | 3:33    |
| 4. | „Ulin gyeolgug dasi mannal unmyeong-ieossji Part.2 (Destiny Part.2)” (kor. 우린 결국 다시 만날 운명이었지 Part.2 (Destiny Part.2)) | Kim Do-hoon, Park Woo-sang                  | Kim Do-hoon, Park Woo-sang             | Minky (RBW)                       | 3:04    |

### Edycja japońska
| CD | CD                                 | CD      |
| Nr | Tytuł utworu                       | Długość |
| -- | ---------------------------------- | ------- |
| 1. | „Where Are We Now”                 |         |
| 2. | „Another Day”                      |         |
| 3. | „A Memory for Life”                |         |
| 4. | „Destiny Part.2”                   |         |
| 5. | „Happier than Ever”                |         |
| 6. | „mumumumuch”                       |         |
| 7. | „Where Are We Now -Japanese ver.-” |         |
| 8. | „mumumumuch -Japanese ver.-”       |         |
| 9. | „Strange Day”                      |         |

## Notowania
| Lista                   | Pozycja |
| ----------------------- | ------- |
| Gaon Weekly Album Chart | 5       |
| Five Music (Tajwan)     | 1       |